# Dolmen von Cantegrel

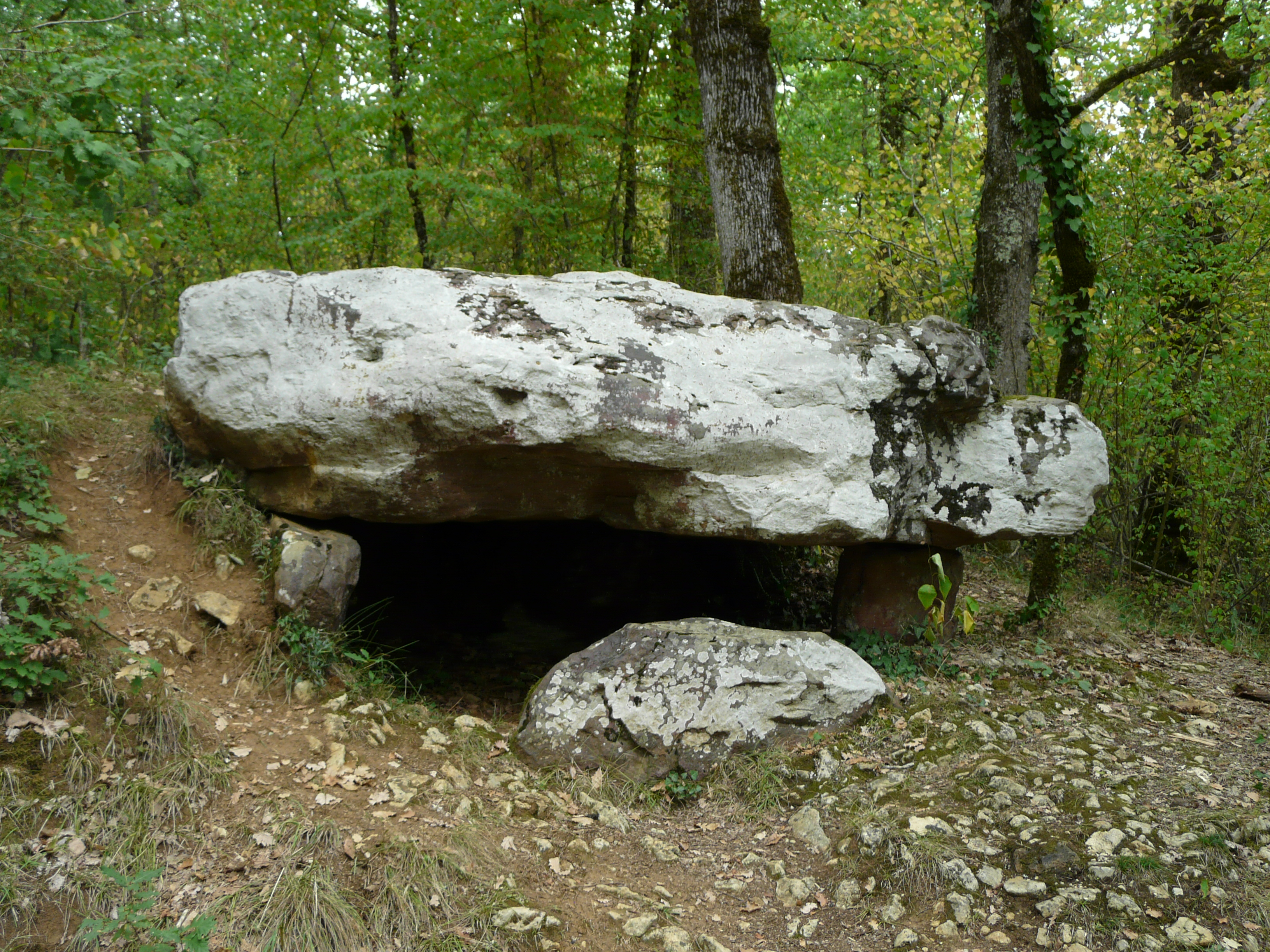
Dolmen von Cantegrel

Der Dolmen von Cantegrel (auch Roc del Cayre oder Dolmen von Saint-Chamassy genannt) liegt im Wald in der Nähe des namengebenden Hofes und der Dordogne, südlich von Saint-Chamassy im Département Dordogne in Frankreich. Dolmen ist in Frankreich der Oberbegriff für neolithische Megalithanlagen aller Art (siehe: Französische Nomenklatur).
Der Dolmen mit Vorraum (französisch Dolmen à vestibule) hat einen massiven, fast 1,0 m dicken Deckstein, der im hinteren Bereich stark gerundet ist. Er wird von vier Tragplatten unterstützt.
Es wurde im Jahr 1883 untersucht. Die Ausgrabungen offenbarten die Anwesenheit eines kopflosen Skeletts und eines Feuersteins.
Der Dolmen ist seit 2008 als Monument historique eingestuft.

## Siehe auch

Dolmen von Cantegrel
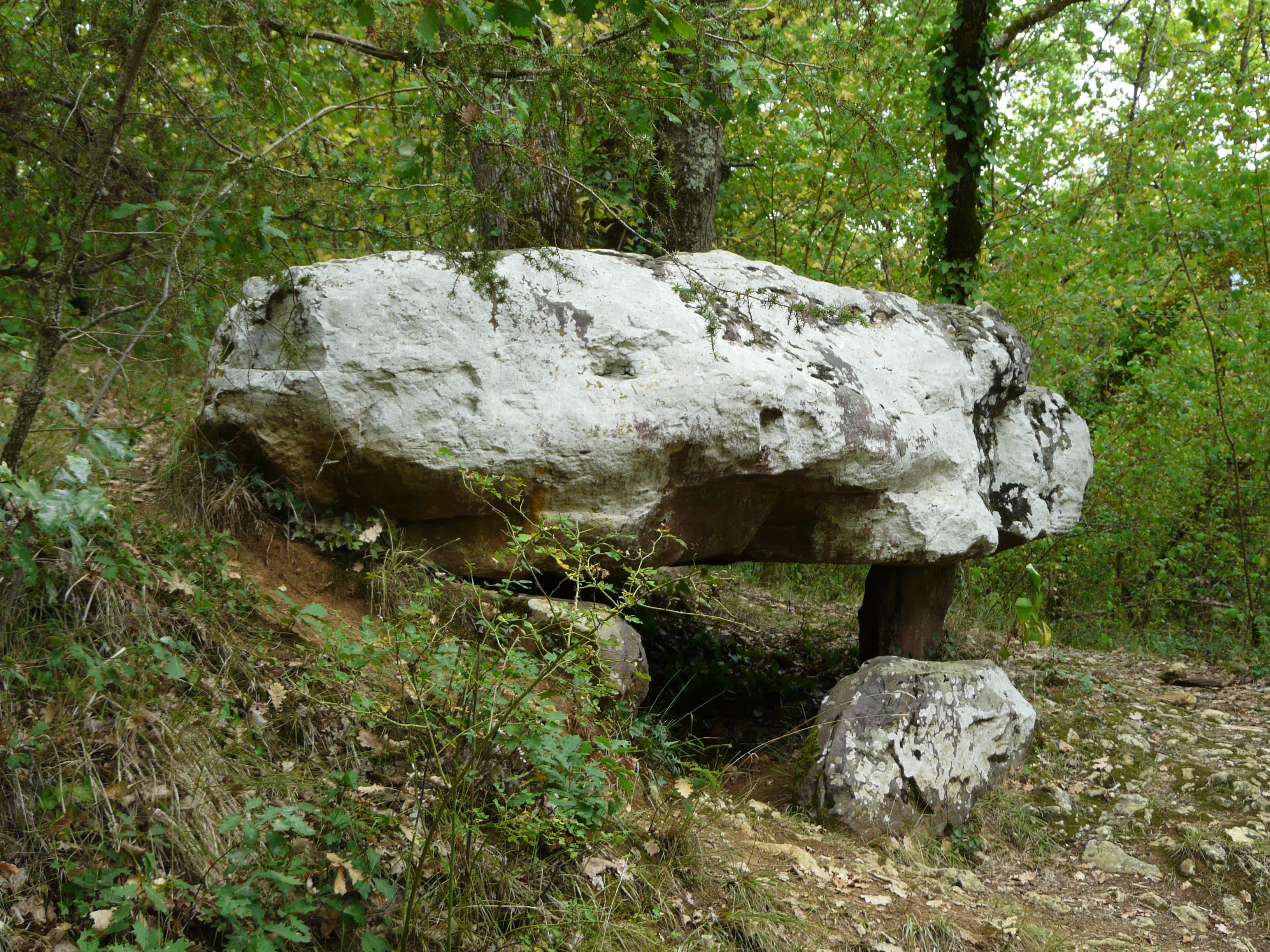
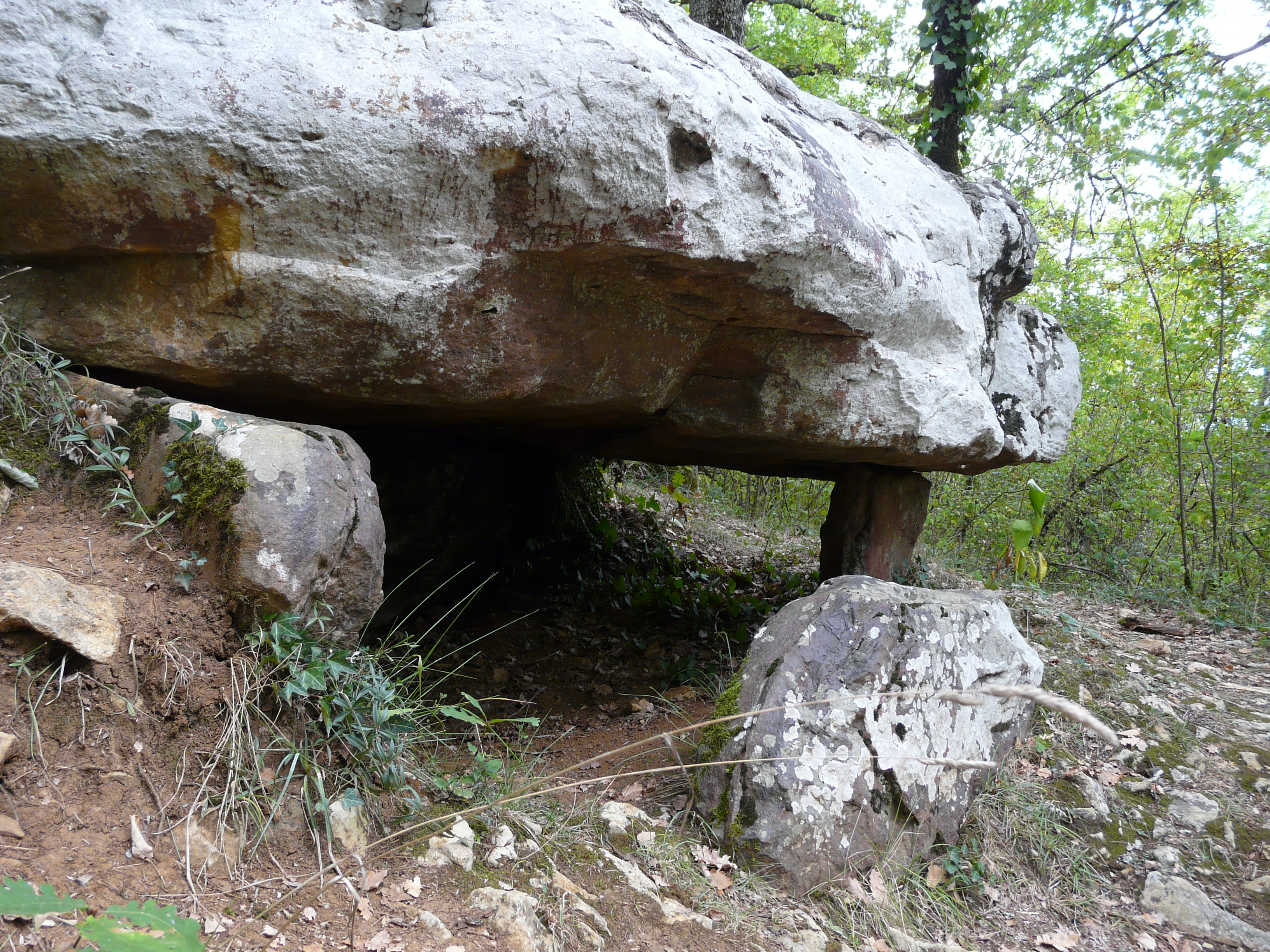
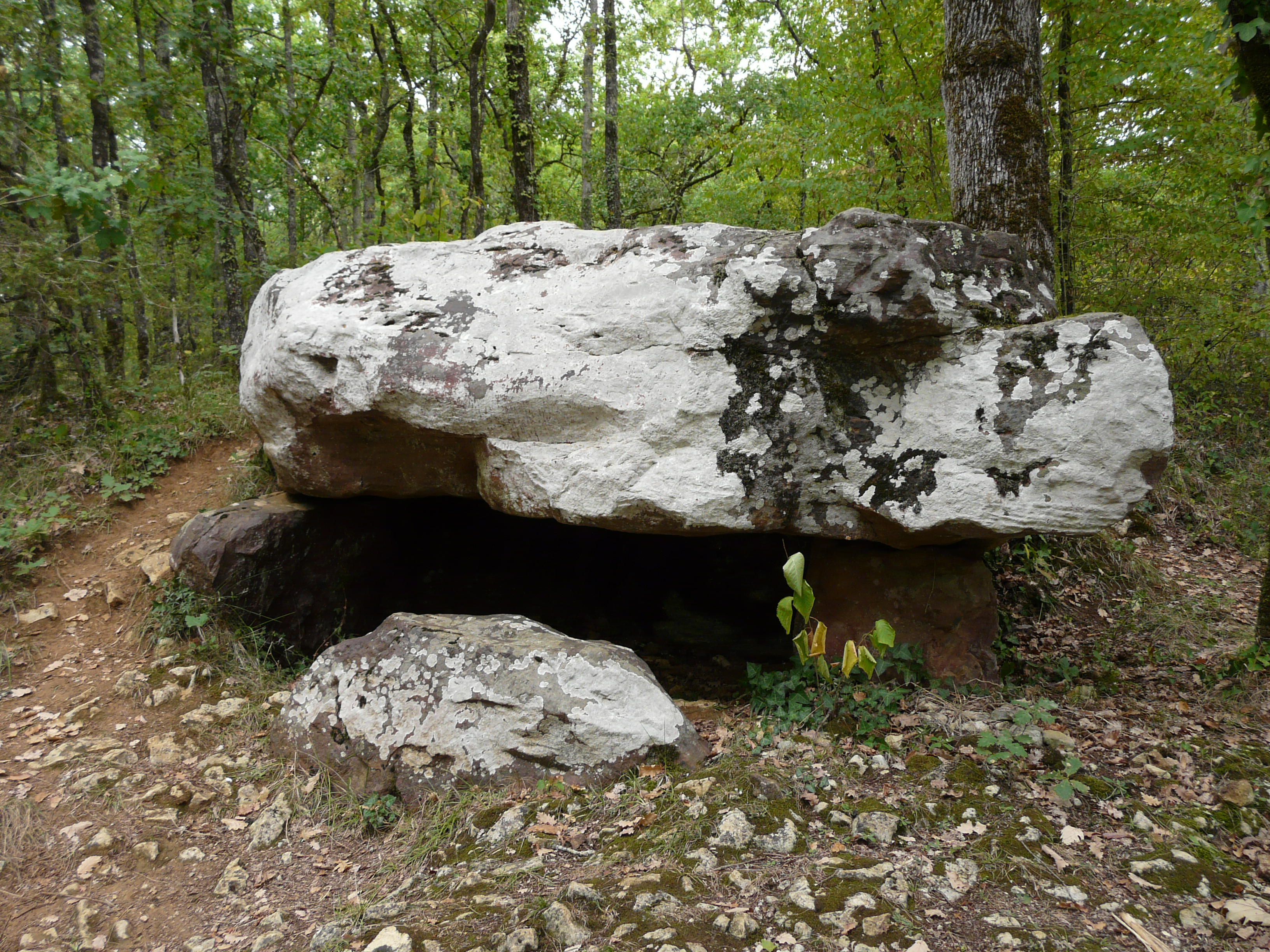
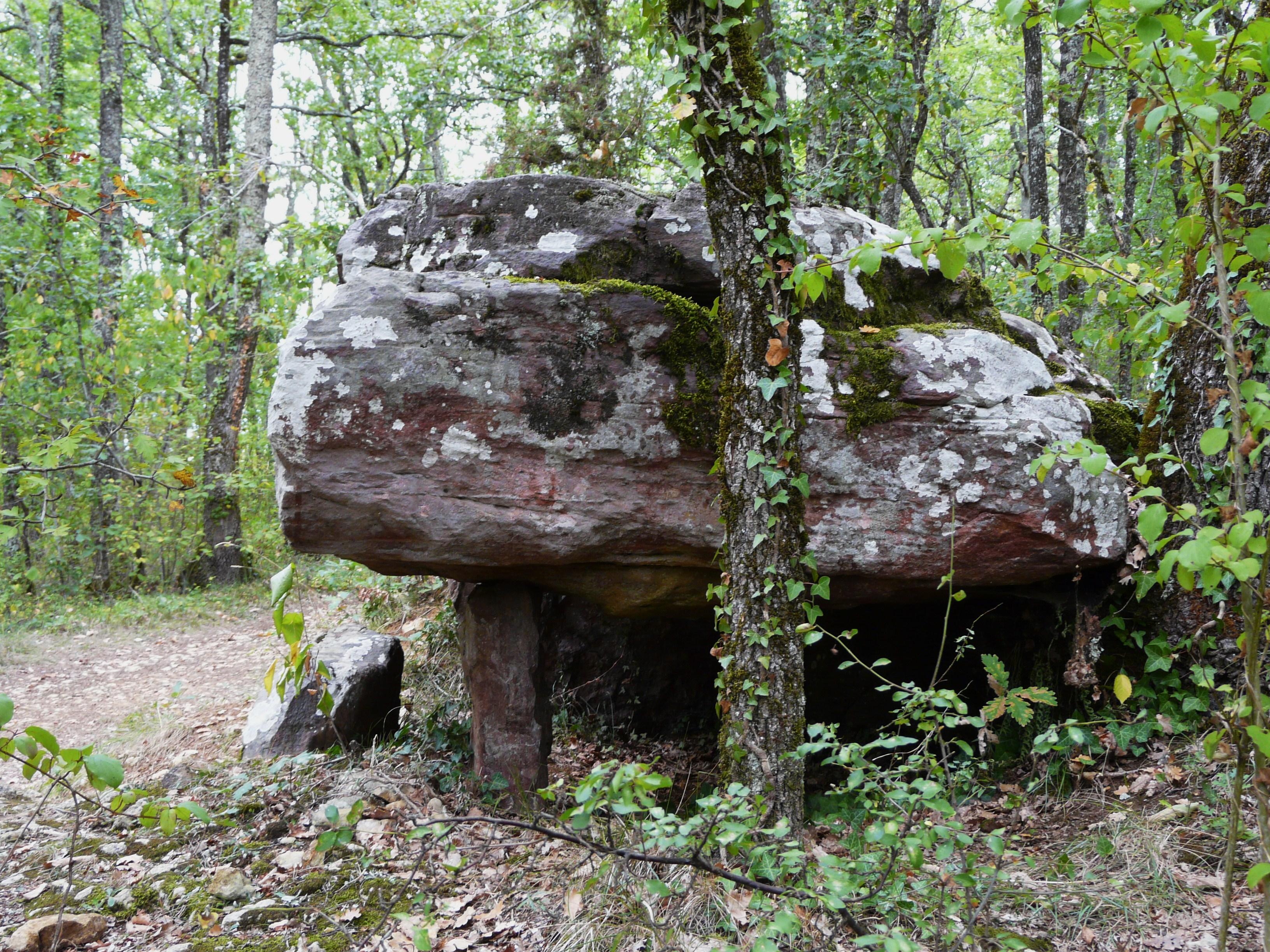